# أونسي كالداس
مؤسسة أونسي كالداس للرياضة (بالإسبانية: Corporación Deportiva Once Caldas) هو نادي كرة قدم كولومبي مقره في مانيزاليس. يستقبل الفريق مبارياته في ملعب بالوغراندي الذي يتسع لـ 42.553 متفرج. يُلقّب النادي بالأبيض.
فاجأ الفريق الجميع عندما فاز بكوبا ليبرتادوريس 2004. تأسس النادي عام 1961، بعد اندماج ديبورتيس كالداس وديبورتيفو مانيزاليس (المعروف أيضًا باسم أونس ديبورتيفو).

## التاريخ
في عام 1950، فاز ديبورتيس كالداس بالدوري الكولومبي.
تأسس أونسي كالداس في عام 1959 بعد اندماج أونسي ديبورتيفو وديبورتيس كالداس. تأسس أونسي ديبورتيفو في عام 1930 بينما تأسس ديبورتيس كالداس في نهاية الأربعينيات. ومع ذلك، فإن كلا الفريقين انحلاّ لأسباب مختلفة. كان كارلوس غوميز إسكوبار يؤيد إحياء ديبورتيس كالداس، لكن فكرة إدواردو غوميز أروبلا كانت إعادة أونسي ديبورتيفو. بفضل وساطة الدكتور هيرمان بوينو راميريز، توصّل المؤسسون الثلاثة إلى حل وسط لدمج الفرق الحالية في كيان جديد تمامًا، باسم أونسي كالداس.
في عام 1961، ظهر النادي المدمج لأول مرة في الدوري الكولومبي. أنهى النادي الموسم في المركز السابع.
في عا 1998، كان أونسي كالداس وصيف الدرجة الأولى. هزم ديبورتيفو كالي النادي في النهائي. في مباراة الذهاب، في كالي، فاز الفريق المضيف 4-0. مباراة الإياب في مانيزاليس انتهت بالتعادل 0-0. في ذلك العام، أُقصي النادي أيضًا في أول مسابقة دولية له، كوبا الكونميبول. تم إقصاء أونسي كالداس في الجولة الأولى من قبل نادي سانتوس البرازيلي. في مباراة الذهاب، في سانتوس، فاز سانتوس 2-1. في مباراة الإياب، في مانيزاليس، فاز كالداس 2-1، لكنه هُزم 3-2 بركلات الترجيح.
في عام 1999، شارك النادي في بطولة كوبا ليبرتادوريس الأمريكية لأول مرة. كان أونسي كالداس في نفس مجموعة ديبورتيفو كالي واثنين من الأندية الأرجنتينية، فيليز سارسفيلد وريفر بليت. أنهى الفريق في المركز الأخير، لكن بفارق نقطتين فقط عن فيليز سارسفيلد، الذي تصدّر المجموعة.
في عام 2002، لعب أونسي كالداس أخرى في كوبا ليبرتادوريس. وقع في مجموعة ضمّت كل من أوليمبيا أسونسيون من باراغواي، وأونيفرسيداد كاتوليكا التشيلي، وفلامنغو من البرازيل. أُقصي بعدما احتلّ المركز الثالث.
في عام 2003، فاز الفريق ببطولة دوري الدرجة الأولى، بعد فوزه على أتلتيكو جونيور في النهائي. في بارانكيا، انتهت المباراة بالتعادل 0-0. في مباراة الإياب، فاز كالداس 1-0 في مانيزاليس.
في عام 2004، لعب النادي مرة أخرى في كوبا ليبرتادوريس. بعد فوزه على بوكا جونيورز بركلات الترجيح، فاز الفريق بقيادة المُدرّب لويس فرناندو مونتويا بالبطولة للمرة الأولى. وبصفته بطل كوبا ليبرتادوريس، شارك النادي في كأس الإنتركونتيننتال 2004 ضد بطل دوري أبطال أوروبا بورتو البرتغالي في يوكوهاما باليابان. بعد التعادل 0-0، خسر كالداس في ركلات الترجيح بنتيجة 8-7.
في عام 2005، بصفته بطل العام السابق، حاول كالداس الدفاع عن لقبه في كوبا ليبرتادوريس. وقع في مجموعة ضمّت كل من نادي غوادالاخارا من المكسيك، وكوبريلوا من تشيلي، وسان لورينزو من الأرجنتين. وأنهى النادي في المركز الثاني بفارق نقطتين خلف غوادالاخارا. في المرحلة الثانية، تم إقصاء الفريق من قبل تايجرز أونال المكسيكي. في ذلك العام، شارك النادي أيضًا في ريكوبا سودأمريكانا، بعد أن لعب ضد بوكا جونيورز. في مباراة الذهاب، في بوينس آيرس، فاز بوكا جونيورز بنتيجة 3-1. في مباراة الإياب، في مانيزاليس، فاز كالداس 2-1، لكن بوكا تُوّجَ بالبطولة بعدما فاز بنتيجة 4-3 في مجموع النقاط.

### كوبا ليبرتادوريس 2004
في عام 2004، فاز أونسي كالداس بكأس ليبرتادوريس. المباريات التي لعبها النادي مذكورة أدناه:
المُدرّب
- لويس فرناندو مونتويا

اللاّعبون
| المركز | اللاّعب               | ملاحظات |
| ------ | -------------------- | ------- |
| GK     | خوان كارلوس هيناو    |         |
| GK     | خوان كارلوس غونزاليس |         |
| DF     | ميغيل روجاس          |         |
| DF     | صامويل فانيغاس       |         |
| DF     | إدغار كاتانو         |         |
| DF     | إدوين غارسيا         |         |
| DF     | جيفري دياز           |         |
| MF     | جونثان فابرو         |         |
| MF     | جون فيافارا          |         |
| MF     | روبين داريو فيلاسكيز |         |
| MF     | دييغو أرانغو         |         |
| MF     | إلكين سوتو           |         |
| MF     | أرنولفو فالينتييريا  |         |
| MF     | هيرلي ألكزار         |         |
| MF     | راؤول مارين          |         |
| FW     | خورخي أغوديلو        |         |
| FW     | خافيير أرواخو        |         |
| FW     | ويلمر أورتيجون       |         |

| ديار           | النتيجة | خارج           |
| -------------- | ------- | -------------- |
| الدور الأول    |         |                |
| أونسي كالداس   | 3 – 0   | فينيكس         |
| ماراكايبو      | 1 – 2   | أونسي كالداس   |
| أونسي كالداس   | 2 – 0   | فيليز سارسفيلد |
| فيليز سارسفيلد | 2 – 0   | أونسي كالداس   |
| أونسي كالداس   | 2 – 1   | ماراكايبو      |
| فينيكس         | 2 – 2   | أونسي كالداس   |

| ديار               | النتيجة         | خارج               |
| ------------------ | --------------- | ------------------ |
| الدور الثاني       |                 |                    |
| برشلونة الإكوادوري | 0 – 0           | أونسي كالداس       |
| أونسي كالداس       | 1 – 1 (4–2 ض.ج) | برشلونة الإكوادوري |

| ديار            | النتيجة | خارج         |
| --------------- | ------- | ------------ |
| دور ربع النهائي |         |              |
| سانتوس          | 1 – 1   | أونسي كالداس |
| أونسي كالداس    | 1 – 0   | سانتوس       |

| ديار         | النتيجة | خارج         |
| ------------ | ------- | ------------ |
| نصف النهائي  |         |              |
| ساو باولو    | 0 – 0   | أونسي كالداس |
| أونسي كالداس | 2 – 1   | ساو باولو    |

| ديار         | النتيجة         | خارج         |
| ------------ | --------------- | ------------ |
| النهائي      |                 |              |
| بوكا جونيور  | 0 – 0           | أونسي كالداس |
| أونسي كالداس | 1 – 1 (2–0 ض.ج) | بوكا جونيور  |

## أسماء النادي
كان للفريق عدة أسماء بمرور الوقت :
- 1947-1951: ديبورتيس كالداس
- 1948-1951: أونس يديبورتيفو
- 1952: ديبورتيفو مانيزاليس
- 1954-1958: أتلتيكو مانيزاليس
- 1961: أونسي كالداس
- 1967: أونسي كالداس دي لا مونتانا
- 1975: كريستال كالداس
- 1979: فارتا كالداس
- 1983: كريستال كالداس
- 1991: أونسي فيليبس
- 1993: أونسي فيليبس كولومبيانا
- 1994: أونسي كالداس

## الزي
قرر كالداس التخلي عن العلامة التجارية Bogota FSS في أوائل عام 2005، والانتقال إلى العلامة التجارية الألمانية أديداس، ارتدى كالداس ملابس شركة والون سبورت البيروفية منذ موسم 2008.
- الديار : قميص أبيض، وشورت أبيض، وجوارب بيضاء.
- خارج الديار: قميص أسود، وشورت أسود، وجوارب سوداء.

### مورد الملابس
| فترة       | المورد |
| ---------- | ------ |
| 1982       | Cuervo |
| 1991       | Saeta  |
| 1992-1994  | تورينو |
| 1996-2002  | لوستي  |
| 2003-2007  | أديداس |
| 2007-2011  | والون  |
| 2011-2014  | جوما   |
| 2014-2017  | أمبرو  |
| 2018       | Saeta  |
| 2019       | إيرييا |
| 2019- الآن | شيفي   |

### تطور الزي الرئيسي
| 2011 | 2012-2013 | 2014-2015 | 2016-2017 | 2018 | 2019 I | 2019-2020 | 2021 |

### تطور الزي البديل
| 2016 - 2017 | 2018 | 2019 I | 2019 II - الحالي |

### تطور الزي الثالث
| 2018 | 2019 I | 2019 II - الحالي |

## الملعب

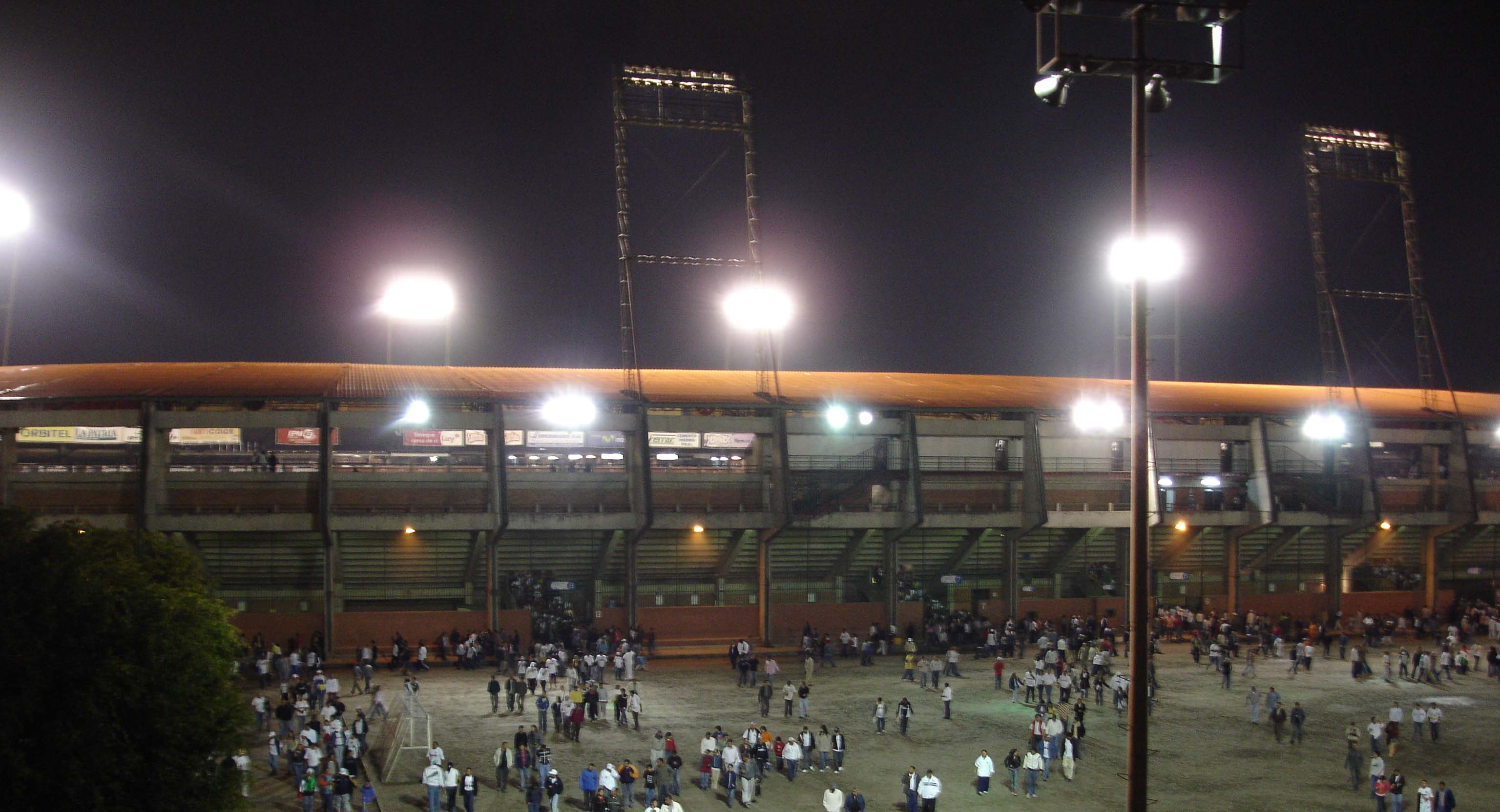
منظر خارجي لملعب بالوغراندي، مانيزاليس

يلعب كالداس مبارياته على أرضه في ملعب بالوغراندي الواقع في مانيزاليس. افتتاح الملعب في عام 1936، ويتسع سعته إلى 43553 متفرجًا بعد تتطويره في عام 2010.

## الإنجازات

### محلى
- الدوري الكولومبي لكرة القدم

الفائز (4): 1950، 2003 ، 2009 ، 2010
الوصيف (2): 1998 ، 2011- II
- كأس كولومبيا

الوصيف (2): 2008 و2018

### دولي
- كوبا ليبرتادوريس

الفائز (1): 2004
- ريكوبا سوداميريكانا

الوصيف: 2005
- كأس الإنتركونتيننتال

الوصيف: 2004

## اللاعبين

### تشكيلة الفريق
آخر تحديث 13 أكتوبر 2020. 
ملاحظة: تشير الأعلام إلى المنتخب الوطني على النحو المحدد في قواعد الأهلية للفيفا. قد يحمل اللاعبون أكثر من جنسية واحدة غير تابعة للفيفا.
| الرقم | البلد    | المركز | اللاعب                                      |
| ----- | -------- | ------ | ------------------------------------------- |
| 1     | كولومبيا | حارس   | جيسون تروك                                  |
| 3     | كولومبيا | مدافع  | جونيور بوينو                                |
| 4     | كولومبيا | مدافع  | توماس كلافيجو                               |
| 5     | كولومبيا | مدافع  | أندريس فيليبي كوريا (قائد)                  |
| 7     | كولومبيا | وسط    | سباستيان هرنانديز                           |
| 8     | كولومبيا | وسط    | خوان ديفيد رودريغيز                         |
| 9     | كولومبيا | مهاجم  | ميندر جارسيا                                |
| 10    | كولومبيا | مهاجم  | بابلو روخاس (معار من خاخواريس دي كوردوبا)   |
| 11    | باراغواي | مهاجم  | روبيرتو اوفيلار (معار من أوليمبيا أسونسيون) |
| 12    | باراغواي | حارس   | جيراردو أميلكار أورتيز                      |
| 13    | كولومبيا | وسط    | كارلوس باجارو                               |
| 14    | كولومبيا | وسط    | روبرت ميجيا                                 |
| 15    | كولومبيا | مهاجم  | جوهان كاربونيرو                             |

| الرقم | البلد      | المركز | اللاعب                |
| ----- | ---------- | ------ | --------------------- |
| 17    | كولومبيا   | مهاجم  | دايرو مورينو          |
| 19    | كولومبيا   | مدافع  | ديفيد جوميز           |
| 21    | كولومبيا   | وسط    | مارسيلينو كاريزو      |
| 22    | كولومبيا   | مدافع  | إلفيس موسكيرا         |
| 23    | كولومبيا   | وسط    | جاون كاردونا          |
| 24    | كولومبيا   | وسط    | سيباستيان بالما       |
| 25    | كولومبيا   | حارس   | سيرجيو رومان بالاسيوس |
| 27    | الأوروغواي | وسط    | جوني جالي             |
| 28    | كولومبيا   | مهاجم  | ديفيد ليموس           |
| 29    | كولومبيا   | وسط    | أدريان إستاسيو        |
| 30    | كولومبيا   | مدافع  | لويس باياريس          |
| 32    | كولومبيا   | وسط    | سيباستيان جوزمان      |

### لاعبون معارون
ملاحظة: تشير الأعلام إلى المنتخب الوطني على النحو المحدد في قواعد الأهلية للفيفا. قد يحمل اللاعبون أكثر من جنسية واحدة غير تابعة للفيفا.
| الرقم | البلد    | المركز | اللاعب                                  |
| ----- | -------- | ------ | --------------------------------------- |
| —     | كولومبيا | مدافع  | خوسيه لويس مورينو (إلى ميلوناريوس)      |
| —     | كولومبيا | مهاجم  | إديس إيبارجوين (إلى ديبورتيفو باستو)    |
| —     | كولومبيا | مهاجم  | جون فريدي سالازار (إلى ريونيغرو أغيلاس) |

## إحصائيات

### الأكثر ظهورًا
| # | الاسم                 | المباريات |
| - | --------------------- | --------- |
| 1 | خوان كارلوس هينو      | 605       |
| 2 | أرنولفو فالينتييريا   | 481       |
| 3 | روبيرو فرناندو مورينو | 451       |
| 4 | سيرجيو جالفان         | 377       |
| 5 | رودريغو غوميز         | 373       |

### أفضل الهدافين
| # | الاسم               | الأهداف |
| - | ------------------- | ------- |
| 1 | سيرجيو غالفان ري    | 185     |
| 2 | أرنولفو فالينتييريا | 138     |
| 3 | دايرو مورينو        | 90      |
| 4 | روبرتو ميرابيلي     | 66      |
| 5 | نيكولاس لوباتون     | 59      |

## المدربين
- ألفريدو كوزو (1950–60)
- خوسيه بروسبيرو فابريني (1961)
- روبرتو مارتينو (1962)
- فرانسيسكو فيليجاس (1962–63)
- سيجوندو تيسوري (1964)
- لويس ألبرتو روبيو (1964–65)
- ويلفريدو كاماتشو (1965)
- ألفريدو كوزو (1965–66)
- سيمون هيرياس (1966–67)
- رامون كاردونا (1967)
- اوسكار راموس (1967–68)
- روجيليو مونيز (1968–69)
- أنخيل شافيز (1969)
- ألفريدو كوزو (1969–70)
- بابلو أنسالدو (1970)
- روجيليو مونيز (1971)
- أنخيل شافيز (1972)
- روجيليو مونيز (1972)
- رامون كاردونا (1973)
- أماديو كاريزو (1973)
- دانتي هوميريكو لوغو (1973)
- روجيليو مونيز (1973–74)
- ألفريدو كوزو (1974)
- ميغيل انخيل فيدال (1975)
- جيلبرتو فونسيكا (1975–77)
- خايمي فونسيكا (1977)
- إدواردو لوجان مانيرا (1978)
- فيليبي ريبودو (1979)
- كارلوس أنتونييتا (1980–81)
- غونزالو غونزاليس (1981)
- إفراين سانشيز (1981)
- ألفونسو بوتيرو (1982)
- خوان كارلوس سارناري (1982)
- أميريكو بيريز (1983)
- عمر باتينيو (1983)
- أميريكو بيريز (1983)
- ألفونسو نونيز (1984)
- أميريكو بيريز (1984)
- خوان مانويل جويرا (1984)
- خايمي سيلفا (1985)
- فرانشيسكو ماتورانا (1986)
- هيرناندو بينيروس (1986)
- عمر باتينيو (1986)
- ألبرتو تارديفو (1986)
- دييغو إديسون أومانيا (1987)
- ماريو أغوديلو (1987)
- جانيو كابيزاس (1987–88)
- كارلوس ميغيل ديز (1988)
- ليونيل مونتويا (1988)
- كارلوس ميغيل ديز (1989–90)
- موسى باكون (1990)
- ألفونسو نونيز (1990)
- ألفارو دي خيسوس غوميز (1991)
- سرجيو سانتين (1991)
- جيراردو غونزاليس أكينو (1991–92)
- سرجيو سانتين (1992)
- أورلاندو ريستريبو (1992)
- فيكتور لونا جوميز (1992)
- كارلوس ريستريبو (1992–94)
- أورلاندو ريستريبو (1995–97)
- خواكين كاسترو (1996–97)
- خافيير ألفاريز أرتياغا (1996–98)
- الكسيس غارسيا (1999)
- خوان أوجينيو خيمينيز (2000)
- خافيير ألفاريز أرتياغا (1 يوليو 2001 – 30 يونيو 2002)
- لويس فرناندو مونتويا (2003–04)
- كارلوس ألبرتو فالنسيا (2004)
- خايمي دي لابافا (2005)
- خوان كارلوس بيدويا (2006)
- سانتياغو إسكوبار (1 يناير 2007 – 1 مارس 2007)
- فرناندو كاسترو (2007– 30 يونيو 2007)
- خوان كارلوس بيدويا (نوفمبر 2007– مايو 8)
- خورخي لويس برنال (مايو 2008– نوفمبر 08)
- خافيير ألفاريز أرتياغا (29 نوفمبر 2008 – 6 نوفمبر 2009)
- خوان كارلوس أوسوريو (1 يناير 2010 – 27 ديسمبر 2011)
- لويس بومبيليو بايز (27 ديسمبر 2011 – 3 أبريل 2012)
- ليونيل ألفاريز (15 مايو 2012 – 30 يونيو 2012)
- أنخيل غويلرمو هويوس (1 يوليو 2012 – 8 ديسمبر 2012)
- سانتياغو إسكوبار (18 ديسمبر 2012 – 3 ديسمبر 2013)
- فلابيو توريس (7 ديسمبر 2013 – 27 فبراير 2015)
- خافيير تورينتي (25 مايو 2015 – 30 أغسطس 2016)
- هرنان ليزي (1 سبتمبر 2016 – 24 أبريل 2017)
- هيرني دوق (أ25 بريل 2017 – 5 يونيو 2017)
- فرانسيسكو ماتورانا (6 يونيو 2017 – 14 نوفمبر 2017)
- هيرني دوق (14 نوفمبر 2017 – )
- هوبيرت بوذيرت (7 ديسمبر 2017 – )

## لاعبون بارزون
| - أوسكار باريتو - ألونسو بوتيرو - رودولفو خوسيه فيشر - أوزوالدو جالارزا - سيرجيو غالفان ري - الكسيس غارسيا - رامون أورلاندو جوميز - والتر غوميز - غونزالو غونزاليس | - خوان كارلوس هيناو - جيوفاني هرنانديز - نيكولاس لوباتون - روبرتو ميرابيلي - كارلوس ألبرتو مونوتي - أوزوالدو مارسيال بالافيسينو - أوزوالدو بيريز - كارلوس فالنسيا - أرنولفو فالينتييريا |

## وصلات خارجية
- الموقع الرسمي (بالإنجليزية) (بالإسبانية)